# ۲٬۴-دی‌کلروفنول
۲،۴-دی‌کلروفنول (به انگلیسی: 2,4-Dichlorophenol) با فرمول شیمیایی C۶H۴Cl۲O یک ترکیب شیمیایی با شناسه پاب‌کم ۸۴۴۹ است. که جرم مولی آن ۱۶۳٫۰۰ g/mol می‌باشد. شکل ظاهری این ترکیب، جامد بلوری سفید است.